# AMC 35
L'AMC 35  (Automitrailleuse de Combat Renault modèle 1935) è stato un carro armato leggero, classificato come mezzo veloce e prodotto dalla Francia nel corso degli anni trenta, con lo scopo di equipaggiarne le obsolete divisioni di cavalleria. Il progetto si rivelò comunque attanagliato da diversi difetti, quali la fragilità del treno di rotolamento e i grandi consumi di carburante. Fu fabbricato in meno di sessanta esemplari, dei quali dieci furono venduti al Belgio; il carro combatté durante la prima fase della seconda guerra mondiale con risultati assai deludenti e non rappresentò una seria minaccia per i meglio addestrati Panzer tedeschi.

## Storia
All'inizio degli anni trenta i vertici dell'esercito francese deliberarono un programma di meccanizzazione delle forze di cavalleria per rimanere al passo con i cambiamenti della dottrina militare che si stavano svolgendo in Europa. Considerando però che le truppe montate formavano ancora una parte importante delle forze armate, e che la fanteria era la principale massa di manovra, furono realizzati progetti diversi tra loro per servire le prime o la seconda: si ebbe così la differenziazione in carri armati veloci e carri armati da fanteria.

### Sviluppo
La richiesta inoltrata alla Renault fu del primo tipo e il veicolo che ne risultò fu classificato come carro leggero veloce: corazzato al massimo con 20 mm, pesava 9,70 tonnellate e aveva un equipaggio di 2 o 3 uomini che trovava posto in uno scafo dalla solida struttura, con un cannone Puteaux SA 18 da 37 mm in torretta. Il prototipo fu accettato dai militari nel 1934 e denominato Automitrailleuse de Combat Renault modele 1934 o ACM 34; le consegne iniziarono nell'ottobre 1935.
Proprio mentre l'AMC 34 veniva accettato in linea di massima, la Renault ricevette nel giugno del 1934 nuove direttive per la progettazione di un carro che privilegiasse lo spessore della corazzatura e la potenza di fuoco, oltre a poter raggiungere almeno i 50 km/h. La richiesta fu concretizzata dalla ditta francese in un prototipo denominato Renault A.C.G. 1: esso era un derivato dello scafo dell'AMC 34, allungato per potervi installare un più potente motore da 180 hp; fu presentato il 7 marzo del 1936. La ditta sperava di mettere subito in produzione il modello, ma una commissione militare visionò il nuovo mezzo e trovandolo completamente differente dall'AMC 34, impose un ciclo di prove che ebbe termine solo il 27 novembre; poco dopo, a dicembre, la branca militare della Renault passò sotto il controllo del governo, che assieme ad altre aziende fondò il gruppo industriale AMX. Le autorità civili e dell'esercito evidenziarono la fragilità meccanica del carro, ma il clima di tensione venuto a instaurarsi dopo la remilitarizzazione della Renania da parte tedesca, in flagrante violazione del trattato di Locarno, spinse i comandi francesi a meccanizzare quanto più velocemente possibile le forze di cavalleria: perciò si ebbe un primo ordine di diciassette unità, seguito appresso da un secondo di cinquanta.

### Produzione
La linea d'assemblaggio fu aperta dalla Renault/AMX nel novembre 1938, ma la fabbricazione fu particolarmente lenta e già a gennaio 1940 ebbe termine con cinquantasette unità completate tra prototipi e modelli di serie. Fin dal primo modello si era provveduto a sostituire il pezzo da 47 mm con un pari calibro SA 35 da 32 calibri (L/32), la cui velocità alla volata era di 680 m/s. In contemporanea furono prodotte anche singole torrette, delle quali tredici impiegate in posizioni d'artiglieria costiera oppure come piccole fortificazioni nell'interno. È anche riportato che gli esemplari costruiti fossero 100, alcuni dei quali ebbero un cannone SA R.F. (Région Fortifiée) da 25 mm, dalle ottime prestazioni anticarro: gli esponenti dell'artiglieria rifiutarono però di permettere l'installazione del pezzo sugli AMC, in quanto insostituibile.

### Impiego operativo
L'esercito francese ricevette i primi sette AMC 35 durante il marzo 1939, numero che salì lentamente fino a quarantasette; nessuno, però, fu assegnato alle formazioni corazzate, forse perché se ne erano riconosciute le modeste qualità; inoltre gli equipaggi avevano seguito corsi d'addestramento insufficienti e non erano granché entusiasti delle nuove macchine. Solo il 15 maggio 1940, quando le divisioni corazzate del generale Heinz Guderian avevano già sfondato il fronte alleato nelle Ardenne, i comandi decisero di impiegare gli AMC 35 fornendoli a unità improvvisate: combatterono intorno al basso corso della Loira e vicino Saumur, ma la loro carriera fu giudicata negativamente dagli equipaggi, che ne denunciarono l'inaffidabilità tecnica o la scarsa autonomia fuoristrada.

## Caratteristiche

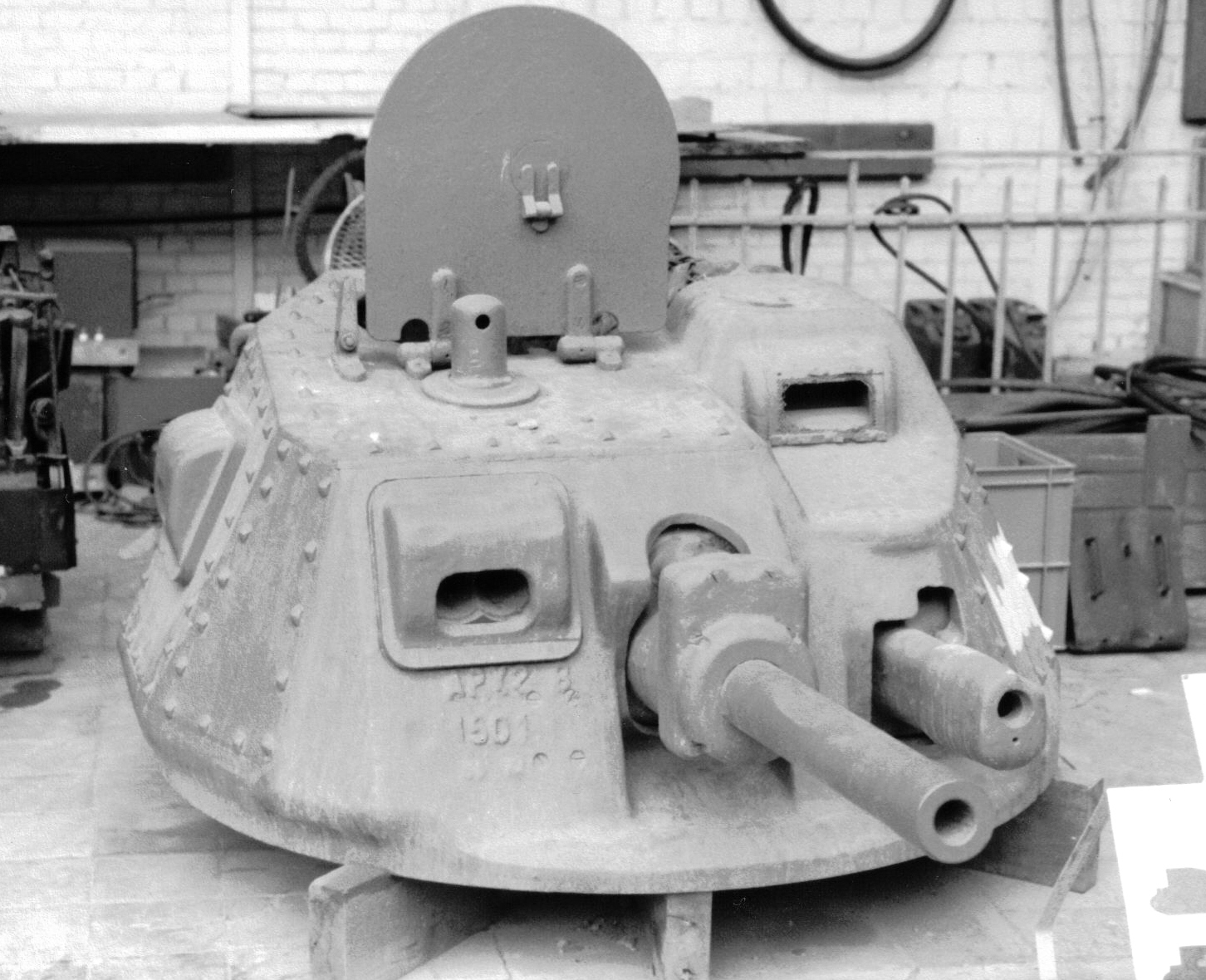
Primo piano della torretta di un AMC 35, conservata nel Museo militare di Bruxelles

Il nuovo carro leggero fu chiamato Automitrailleuse de Combat Renault modele 1935, abbreviato in ACM 35. Presentava un equipaggio composto da guidatore, comandante e cannoniere: il primo sedeva a sinistra nella parte anteriore dello scafo, dove era stata ricavata una piccola apertura corazzata che, all'occorrenza, poteva essere chiusa. Gli altri due uomini trovavano posto in una torretta APX trasversale, spostata sulla sinistra, con facce multiple e inclinate per garantire maggior resistenza balistica; era inoltre dotata di un portellone superiore per accedere all'interno e di diversi periscopi che garantivano una buona visuale. Sempre in torretta era alloggiato l'armamento, consistente in un cannone da 47 mm SA 34 (Semi-Automatico modello 34) con velocità iniziale pari a 450 m/s; era affiancato a sinistra da una mitragliatrice MAC 1931 (Reibel) da 7,5 mm, il cui puntamento era solidale con quello del pezzo. La corazzatura non era molto spessa e raggiungeva i 25 mm nella sezione frontale dello scafo, dove le piastre erano state comunque inclinate; addirittura erano quasi orizzontali dove la sovrastruttura era stata saldata al telaio. Il peso complessivo era di 14,50 tonnellate.
Il treno di rotolamento si componeva per lato di cinque ruote solidali a due elementi oscillanti, componenti un carrello, che erano collegati da una molla elicoidale parallela al terreno; la prima ruota era invece equipaggiata con un proprio braccio oscillante longitudinale dotato di un'identica molla orizzontale. I cinque rulli superiori aiutavano a sostenere cingoli larghi 320 mm con guide a dente laterali, mediante i quali avveniva la marcia: essa si avvaleva di una trasmissione posta nella parte anteriore del carro, attivata di un motore Renault a 4 cilindri da 180 hp ma capace solo di 40–42 km/h massimi, inferiori rispetto alle specifiche richieste; era accoppiato a un cambio con quattro marce avanti e altrettante indietro. L'autonomia era di circa 160 chilometri a causa degli alti consumi di carburante: infatti per percorrere 100 chilometri occorrevano 170 litri di gasolio, e la voracità del motore aumentava vertiginosamente su terreni sconnessi, garantendo solo 45 minuti d'autonomia. L'AMC 35 era in grado di affrontare guadi profondi 1 metro e trincee larghe fino a 2,20 metri.

## Derivati
Basandosi sull'AMC 35, i progettisti concepirono un cacciacarri armato di un cannone da 75 mm, indicato come A.C.G. 2: questo spiegherebbe perché il carro della Renault venisse chiamato anche A.C.G. 1. La proposta di un veicolo espressamente volto al contrasto dei mezzi corazzati si concretizzò in un prototipo ma poi fu abbandonata. Un singolo esemplare fu invece equipaggiato con 19 piccole taniche capaci, assieme, di contenere 165 litri di un liquido che produceva fumo quando evaporava: esso sarebbe poi stato espulso da un compressore, fornendo così copertura alla fanteria amica o impedendo la visuale a quella avversaria.

## Altri utilizzatori

### Esercito regio belga

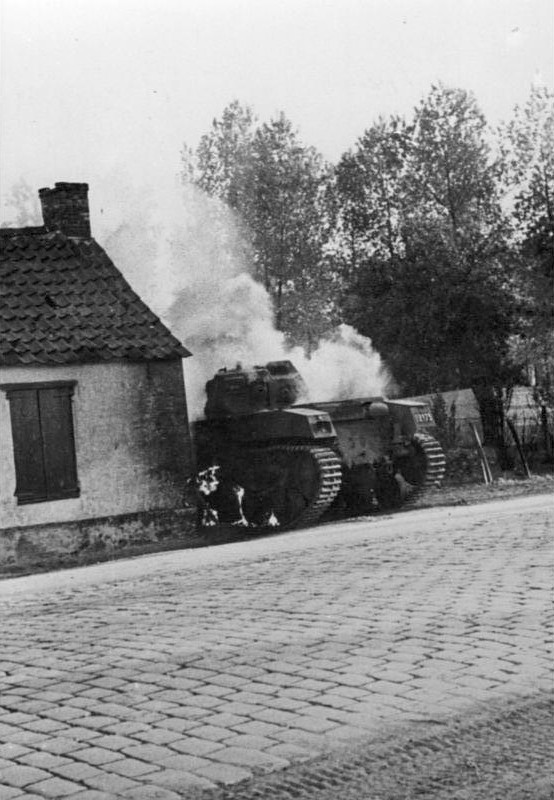
Uno degli AMC belga messo fuori combattimento nei dintorni di Anversa.

Il 13 settembre del 1935 il Belgio richiese venticinque esemplari dell'AMC 34 ma il fatto che la produzione fosse lenta e iniziata da poco, fece sì che soltanto il 3 giugno 1937 il Ministro della Difesa belga, generale Henri Denis, ricevesse una risposta affermativa: un singolo carro arrivò a destinazione il giorno successivo per essere valutato dall'esercito belga. I test resero manifesta la grande difficoltà dell'AMC 34 nel superare terreni a forte pendenza, perciò l'iniziale lotto fu dapprima ridotto a diciotto, poi annullato durante dicembre: la decisione fu presa dai politici belgi che temevano, con l'acquisto di carri armati francesi, di dare un pretesto ai tedeschi per attaccare il loro paese.
Il 21 aprile 1938, nonostante le iniziali resistenze e la prudenza, Francia e Belgio si accordarono perché il secondo importasse trentacinque AMC 35, la cui produzione sarebbe cominciata entro pochi mesi; assieme ai carri sarebbero stati inviate cinque serie di parti di riserva e otto di parti di corazzature sfuse. Il contratto fu firmato il 15 giugno e la consegna doveva cominciare entro il 31 luglio; Parigi fece inoltre sapere che per ogni lotto di dieci mezzi costruiti, tre sarebbero stati portati in Belgio mentre i rimanenti sarebbero entrati in servizio nell'esercito francese. La lentezza della produzione e le modalità di consegna pattuite provocarono un ritardo nell'arrivo dei carri, infatti solo dopo il 30 marzo 1939 i belgi ne ricevettero tre; in totale le forze terrestri belga ebbero dodici AMC 35 (rinominati ACC, ovvero Automitrailleuses de Corps de Cavalerie), che arrivarono separati in due parti: torretta e scafo. Visto però che solo due ebbero le proprie torrette, quelle originali essendo rimasero in Francia come fortificazioni fisse, i restanti dieci furono riequipaggiati con una torretta di concezione nazionale: vi trovavano posto un cannone FRC da 47 mm e una mitragliatrice Hotchkiss Mle 1914 da 7,65 mm. Un simile cambiamento costrinse a rimuovere il diascopio posto nella parte sinistra della torretta, il quale avrebbe impedito di usare la mitragliatrice. A dicembre i belgi richiesero le parti sfuse dei corazzati, ma la ditta francese rispose che non ve ne era nessuna in deposito, lasciandoli così senza pezzi di ricambio.
I militari belgi, comunque, si resero presto conto che le sospensioni, la trasmissione e il motore erano sotto perenne sforzo anche durante una normale marcia: perciò i due carri nelle peggiori condizioni furono ritirati, e di questi uno fu relegato a compiti d'addestramento, l'altro rottamato. I restanti otto, divisi in due sezioni, furono schierati in un'unità di autoblindo che il 10 maggio 1940 fu lanciata contro le forze tedesche: la metà fu distrutta dai PaK da 37 mm, mentre due subirono danni meccanici e furono abbandonati. I superstiti veicoli furono catturati il 28 maggio, dopo che il Belgio si era arreso.

### Heer
Gli AMC 35 caduti in mano tedesca entrarono nei ranghi della Panzerwaffe con denominazione Panzerkampfwagen AMC 738 (f) e lasciati in Francia per mantenere l'ordine pubblico insieme alle forze d'occupazione. Considerando l'obsolescenza del progetto, però, la maggior parte fu utilizzata solo nelle scuole d'addestramento con la sigla Panzerkampfwagen AMC 738 (b) per impratichire i carristi tedeschi nel pilotare blindati stranieri.